# Panelus rhodesiensis
Panelus rhodesiensis är en skalbaggsart som beskrevs av Renaud Maurice Adrien Paulian 1975. Panelus rhodesiensis ingår i släktet Panelus och familjen bladhorningar. Inga underarter finns listade i Catalogue of Life.